# Вангероге
Вангероге (нім. Wangerooge) — громада в Німеччині, розташована в землі Нижня Саксонія. Входить до складу району Фрисландія. Повністю займає 7,94 км2 території однойменного острова, що належить до східної групи архіпелагу Фризькі острови, розташованого у Північному морі на північ від узбережжя континентальної Німеччини. Острів Вангероге є найсхіднішим і найменшим за площею серед усіх населених островів цієї острівної групи.
Населення становить 1202 ос. (станом на 31 грудня 2021).